# Yvetot-Bocage
Yvetot-Bocage – miejscowość i gmina we Francji, w regionie Normandia, w departamencie Manche.
Według danych na rok 1990 gminę zamieszkiwały 1044 osoby, a gęstość zaludnienia wynosiła 84 osoby/km² (wśród 1815 gmin Dolnej Normandii Yvetot-Bocage plasuje się na 214. miejscu pod względem liczby ludności, natomiast pod względem powierzchni na miejscu 362.).